# Maja Hoppe
Maja Hoppe ist eine deutsche Schauspielerin.

## Leben
1970 hatte Hoppe in dem Film Frau Wirtin treibt es jetzt noch toller ihren ersten Auftritt. 1974 erhielt sie ihre erste Rolle in der Fernsehserie Hallo – Hotel Sacher … Portier!.

## Filmografie
- 1970: Frau Wirtin treibt es jetzt noch toller
- 1970: Musik, Musik – da wackelt die Penne
- 1971: Perfekt in allen Stellungen
- 1972: Die liebestollen Apothekerstöchter
- 1972: Sex-Report blutjunger Mädchen
- 1973: Frau Wirtins tolle Töchterlein
- 1973: Blau blüht der Enzian
- 1973: Was Schulmädchen verschweigen
- 1973: Das Wandern ist Herrn Müllers Lust
- 1973: Geh, zieh dein Dirndl aus
- 1974: Hallo – Hotel Sacher … Portier! (Fernsehserie, Folge 2x03)